# 2022年のラリージャパン
2022年のラリージャパンは、2022年の世界ラリー選手権 (WRC) 第13戦として、2022年11月10日から11月13日にかけて、日本の愛知県・岐阜県で行われた。
正式名称は「FIA世界ラリー選手権 フォーラムエイト・ラリージャパン2022」(FIA World Rally Championship FORUM8 Rally Japan 2022)。

## 概要
WRCの日本開催は2010年以来12年ぶり、通算7回目となる。過去6大会は北海道でグラベルラリーとして行われており、今回初めて本州でターマックラリーとして開催される。本来は2020年にラリージャパンが復活するはずだったが、新型コロナウイルス感染症の流行（コロナ禍）における入国制限などにより2年連続で中止となり、3年目にようやく実現した。
2022年シーズン最終戦を迎え、チャンピオンシップは前戦スペイン終了時点でトヨタの2年連続3部門制覇が確定している。トヨタは以前のラリージャパン開催時にはワークス活動を行っておらず、今回が初参戦であり、地元愛知県でのホームイベントとなる。トヨタからレギュラー参戦中の日本人ドライバー勝田貴元も愛知出身である。
WRC2クラスはシュコダ勢のドライバー3人によるタイトル争い。ポイントリーダー（109点）のアンドレアス・ミケルセンはすでにWRC2規定の7戦出場を終えているため参戦しない。104点で並ぶカエタン・カエタノビッチとエミル・リンドホルムの最終戦の成績次第でチャンピオンが決まる。
なお、ラリージャパンのプレイベントとして2019年と2021年に行われたセントラルラリー (Central Rally) が、本年は国内格式のクラシックカー・JMRCオールスター戦としてラリージャパンと併催される。

## エントリーリスト
10月17日に発表されたエントリーリストとその後の変更を踏まえると、WRC最高峰のラリー1カーが9台、WRC2を争うラリー2カーが17台、ほか国内組10台をあわせて計36台のエントリーとなっている。
- トヨタは8度のチャンピオン経験者セバスチャン・オジェのスポット参戦が決定[6]。今期WRC史上最年少チャンピオンを獲得したカッレ・ロバンペラと新旧チャンピオン揃っての参戦となる。なお、オジェは12年前（2010年）の前回のラリージャパンの優勝者である[7]。コ・ドライバーはピエール＝ルイ・ルーベのクルーだったバンサン・ランデを起用する[8]。
- オィット・タナックは3年間在籍したヒョンデでの最後のラリーとなる[9]。
- Mスポーツ・フォードのアドリアン・フルモーは予算の制約、ジョルダン・セルディリディスは仕事の都合でエントリーを取り消したため、Mスポーツは2台のみの参戦となる[10]。
- クレイグ・ブリーンのコ・ドライバーであったポール・ネイグルが前戦スペインで現役引退したため、新たにジェームス・フルトンとコンビを組む[11]。
- 国内エントラントでは、プロダクションカー世界ラリー選手権 (PWRC) 元チャンピオン新井敏弘と全日本ラリー選手権 (JRC) 元チャンピオン新井大輝が親子参戦[12][13]。大輝は資金不足分をクラウドファンディングで募集し、目標額を大きく超える支援が寄せられた[14]。勝田貴元の父親である勝田範彦も親子参戦となる。
- F1優勝経験者かつSUPER GT元チャンピオンであるヘイキ・コバライネンは、2022年のJRC新チャンピオンとしてWRCに初参戦する[15]。
- SKE48出身の梅本まどかはコ・ドライバーとして経験を積み、今回が世界選手権デビューとなる[16]。

| No.  | エントラント                                    | ドライバー コドライバー                                     | マシン                            | クラス グループ | 選手権        |
| ---- | ----------------------------------------------- | ----------------------------------------------------------- | --------------------------------- | --------------- | ------------- |
| 1    | トヨタ・ガズー・レーシングWRT                   | セバスチャン・オジェ バンサン・ランデ                       | トヨタ・GRヤリス ラリー1          | RC1 ラリー1     | M             |
| 33   | トヨタ・ガズー・レーシングWRT                   | エルフィン・エバンス スコット・マーティン                   | トヨタ・GRヤリス ラリー1          | RC1 ラリー1     | M             |
| 69   | トヨタ・ガズー・レーシングWRT                   | カッレ・ロバンペラ ヨンネ・ハルットゥネン                   | トヨタ・GRヤリス ラリー1          | RC1 ラリー1     | M             |
| 18   | トヨタ・ガズー・レーシングWRT NG                | 勝田貴元 アーロン・ジョンストン                             | トヨタ・GRヤリス ラリー1          | RC1 ラリー1     | M/T           |
| 6    | ヒョンデ・シェル・モビスWRT                     | ダニ・ソルド カンディード・カレラ                           | ヒョンデ・i20 N ラリー1           | RC1 ラリー1     | M             |
| 8    | ヒョンデ・シェル・モビスWRT                     | オィット・タナック マルティン・ヤルヴェオヤ                 | ヒョンデ・i20 N ラリー1           | RC1 ラリー1     | M             |
| 11   | ヒョンデ・シェル・モビスWRT                     | ティエリー・ヌービル マルティン・ウィダグ                   | ヒョンデ・i20 N ラリー1           | RC1 ラリー1     | M             |
| 42   | Mスポーツ・フォードWRT                          | クレイグ・ブリーン ジェームス・フルトン                     | フォード・プーマ ラリー1          | RC1 ラリー1     | M             |
| 44   | Mスポーツ・フォードWRT                          | ガス・グリーンスミス ヨナス・アンダーソン                   | フォード・プーマ ラリー1          | RC1 ラリー1     | M             |
| 20   | カエタン・カエタノビッチ                        | カエタン・カエタノビッチ マチェイ・スチェパニアク           | シュコダ・ファビア ラリー2 evo    | RC2 ラリー2     | WRC2(D/C)     |
| 21   | トクスポーツWRT                                 | エミル・リンドホルム リータ・ハマライネン                   | シュコダ・ファビア ラリー2 evo    | RC2 ラリー2     | WRC2(T/DJ/C)  |
| 23   | トクスポーツWRT                                 | サミ・パヤリ エンニ・マルコネン                             | シュコダ・ファビア ラリー2 evo    | RC2 ラリー2     | WRC2(T/DJ/C)  |
| 22   | ヒョンデ・モータースポーツN                     | テーム・スニネン ミッコ・マルックラ                         | ヒョンデ・i20 N ラリー2           | RC2 ラリー2     | WRC2(T/D/C)   |
| 27   | ヒョンデ・モータースポーツN                     | ファブリツィオ・ザルディバール マルセロ・デル・オハネシアン | ヒョンデ・i20 N ラリー2           | RC2 ラリー2     | WRC2(T/DJ)    |
| 24   | グレゴワール・ミュンステール                    | グレゴワール・ミュンステール ルイ・ルーカ                   | ヒョンデ・i20 N ラリー2           | RC2 ラリー2     | WRC2(DJ/CJ)   |
| 25   | トクスポーツWRT 2                               | ブルーノ・ブラシア ガブリエル・モラレス                     | シュコダ・ファビア ラリー2        | RC2 ラリー2     | WRC2(TT/DJ/C) |
| 28   | トクスポーツWRT 2                               | マウロ・ミーレ ルカ・ベルトラメ                             | シュコダ・ファビア ラリー2 evo    | RC2 ラリー2     | WRC2(TT/DM/C) |
| 26   | サンテロック・ジュニアチーム                    | ショーン・ジョンストン アレクサンダー・キフラニ             | シトロエン・C3 ラリー2            | RC2 ラリー2     | WRC2(D/C)     |
| 29   | ヘイキ・コバライネン                            | ヘイキ・コバライネン 北川紗衣                               | シュコダ・ファビアR5              | RC2 ラリー2     | WRC2(D/C)     |
| 30   | 福永修                                          | 福永修 齊田美早子                                           | シュコダ・ファビアR5              | RC2 ラリー2     | WRC2(DMDM/C)  |
| 31   | 新井敏弘                                        | 新井敏弘 田中直哉                                           | シトロエン・C3 ラリー2            | RC2 ラリー2     | WRC2(DM/C)    |
| 32   | ルーク・アネア                                  | ルーク・アネア スチュワート・ルードン                       | フォード・フィエスタ ラリー2 MkII | RC2 ラリー2     | WRC2(D/C)     |
| 34   | ジャン＝ミシェル・ラウー                        | ジャン＝ミシェル・ラウー ローラン・マガ                     | フォルクスワーゲン・ポロGTI R5    | RC2 ラリー2     | WRC2(DM/CM)   |
| 35   | エイモン・ボランド                              | エイモン・ボランド MJ                                       | フォード・フィエスタ ラリー2 MkII | RC2 ラリー2     | WRC2(DM/CM)   |
| 36   | フレデリック・ロサッティ                        | フレデリック・ロサッティ パトリック・シアップ               | ヒョンデ・i20 N ラリー2           | RC2 ラリー2     | WRC2(DM/C)    |
| 37   | 新井敏弘                                        | 今井聡 竹原静香                                             | シトロエン・C3 ラリー2            | RC2 ラリー2     | WRC2(D/C)     |
| 38   | トヨタ・ガズー・レーシング                      | 勝田範彦 木村裕介                                           | トヨタ・GRヤリス                  | NAT JRCar1      |               |
| 39   | クスコ・レーシング                              | 柳澤宏至 保井隆宏                                           | トヨタ・GRヤリス                  | NAT JRCar1      |               |
| 40   | アヘッド・ジャパン・レーシングチーム            | 新井大輝 イルカ・ミノア                                     | プジョー・208 ラリー4             | RC4 ラリー4     |               |
| 41   | R-ARTラリーチーム                               | 中平勝也 島津雅彦                                           | トヨタ・GT86                      | RC4 R3          |               |
| 43   | Team BRIDE                                      | 佐々木康行 中嶌杏里                                         | トヨタ・GRヤリス                  | NAT JRCar1      |               |
| 45   | K-ONEレーシングチーム                           | 山本悠太 立久井和子                                         | トヨタ・86                        | NAT JRCar2      |               |
| 46   | ウェルパイン・モータースポーツ                  | 村田康介 梅本まどか                                         | プジョー・208                     | RC4 ラリー4/R2  |               |
| 47   | Kunisawa.net                                    | 国沢光宏 木原雅彦                                           | ルノー・クリオ RSライン           | RC5 ラリー5     |               |
| 48   | K'sワールドラリーチーム                         | 伊豆野康平 東山徹大                                         | トヨタ・ヴィッツ                  | RC5 ラリー5/R1  |               |
| 49   | Dスポーツ・ハーフウェイレーシング・ラリーチーム | 相原泰祐 萩野司                                             | ダイハツ・コペン                  | NAT JRCar3      |               |
| 出典 |                                                 |                                                             |                                   |                 |               |

## 運営

### ルート
愛知県（豊田市・岡崎市・新城市・設楽町）と岐阜県（中津川市・恵那市）の6市町で開催される。競技区間のスペシャルステージ (SS) は計19本。4日間の総走行距離は965.25km、うちSS走行距離は283.27km（29.3%）、移動区間（リエゾン）は681.98kmである。
豊田市の豊田スタジアムの駐車場にサービスパークを設置し、ここを拠点に東の山間部へ移動して競技走行が行われる（参照：公式動画 / 全体地図 / 詳細地図）。
- 11月10日（DAY1） 
  - 走行距離：25.05km SS距離：2.75km リエゾン距離：22.30km[19]
  - 初日はオープニングのSS1鞍ケ池のみ。豊田スタジアムでのセレモニアルスタート後、東へ5kmほど離れた鞍ケ池公園内で、日没後のナイトステージとして行われる。なお、午前中のシェイクダウンはSS1鞍ケ池の逆走で行う。
- 11月11日（DAY2）
  - 走行距離：395.70km SS距離：130.22km リエゾン距離：265.48km[19]
  - 二日目はSS2からSS7までの6本。矢作川沿いに北東へ移動し、県境の矢作ダム周辺からSS2伊勢神（23.29km）がスタート。途中、旧伊勢神トンネルを通過する[23]。設楽町へ入り、黒田湖周辺のSS3稲武（19.38km）、県道80号のSS4設楽（22.44km）を走行。一度サービスパークへ戻り、午後は同じルートでSS5伊勢神、SS6稲武、SS7設楽をリピートする。
- 11月12日（DAY3）
  - 走行距離：298.83km SS距離：80.48km リエゾン距離：218.35km[19]
  - 三日目はSS8からSS14までの7本。国道301号を東南方面へ移動し、岡崎市のSS8額田（20.56km）から豊田市のSS9三河湖（14.74km）へ。新城市へ入り、本宮山スカイラインのSS10新城（7.08km）を走行後、サービスパークへ戻る。午後はSS11額田とSS12三河湖をリピートしたのち、岡崎市街地へ向かい、岡崎城下の乙川河川敷（一部未舗装）でスーパースペシャルステージ（SSS）を2本続けて行う（1.40km×2）。
- 11月13日（DAY4）
  - 走行距離：245.67km SS距離：69.82km リエゾン距離：175.85km[19]
  - 最終日はSS15からSS19までの5本。昼間サービスパークに戻らないノーサービスデイとなる。DAY2と同じく矢作ダム周辺からSS15旭高原（7.52km）がスタートし、県境を越えて恵那市の県道11号を北上しSS16恵那（21.59km）へ。中津川市に入り、県道413号のSS17根の上（11.60km）を走行。国道19号から阿木川湖を廻って南下し、SS18恵那とSS19旭高原をリピートし、旭高原元気村でフィニッシュする。最終SS19は上位5名にボーナスポイントが与えられるパワーステージ（PS）となる。その後、豊田スタジアムへ戻り、セレモニアルフィニッシュと年間表彰式を行いイベント完了となる。

### アイテナリー
ラリージャパン公式サイト版（10月1日付）と改訂版より。カッコ内は観戦ポイント。
- DAY1 11月10日 木曜
  - 09:01〜 シェイクダウン 鞍ケ池リバース Kuragaike Park Reverse
  - 16:00〜 セレモニアルスタート（豊田スタジアム）
  - 17:38〜 SS1 鞍ケ池 Kuragaike Park SSS（鞍ケ池公園）
- DAY2 11月11日 金曜
  - 07:02〜 SS2 伊勢神 Isegami's Tunnel 1
  - 08:00〜 SS3 稲武 Inabu Dam 1（黒田ダム/旧駒ケ原分校）
  - 08:58〜 SS4 設楽 Shitara Town R 1
  - 13:31〜 SS5 伊勢神 Isegami's Tunnel 2（旭高原元気村）
  - 14:29〜 SS6 稲武 Inabu Dam 2（黒田ダム/旧駒ケ原分校）
  - 15:27〜 SS7 設楽 Shitara Town R 2
- DAY3 11月12日 土曜
  - 07:07〜 SS8 額田 Nukata Forest 1（千万町楽校）
  - 08:08〜 SS9 三河湖 Lake Mikawako 1（三河湖）
  - 09:03〜 SS10 新城 Shinshiro City（鬼久保ふれあい広場[26]）
  - 12:37〜 SS11 額田 Nukata Forest 2（千万町楽校）
  - 13:38〜 SS12 三河湖 Lake Mikawako 2（三河湖）
  - 15:36〜 SS13 岡崎 Okazaki City SSS 1（岡崎乙川河川敷）
  - 15:54〜 SS14 岡崎 Okazaki City SSS 2（岡崎乙川河川敷）
- DAY4 11月13日 日曜
  - 08:08〜 SS15 旭高原 Asahi Kougen
  - 09:12〜 SS16 恵那 Ena City 1（恵南林道）
  - 10:10〜 SS17 根の上 Nenoue Prateau（根の上高原）
  - 11:48〜 SS18 恵那 Ena City 2（恵南林道）
  - 14:18〜 SS19 旭高原 ウルフ・パワーステージ Asahi Kougen Wolf Power Stage（旭高原元気村）
  - 17:00〜 セレモニアルフィニッシュ（豊田スタジアム）

#### 画像ギャラリー

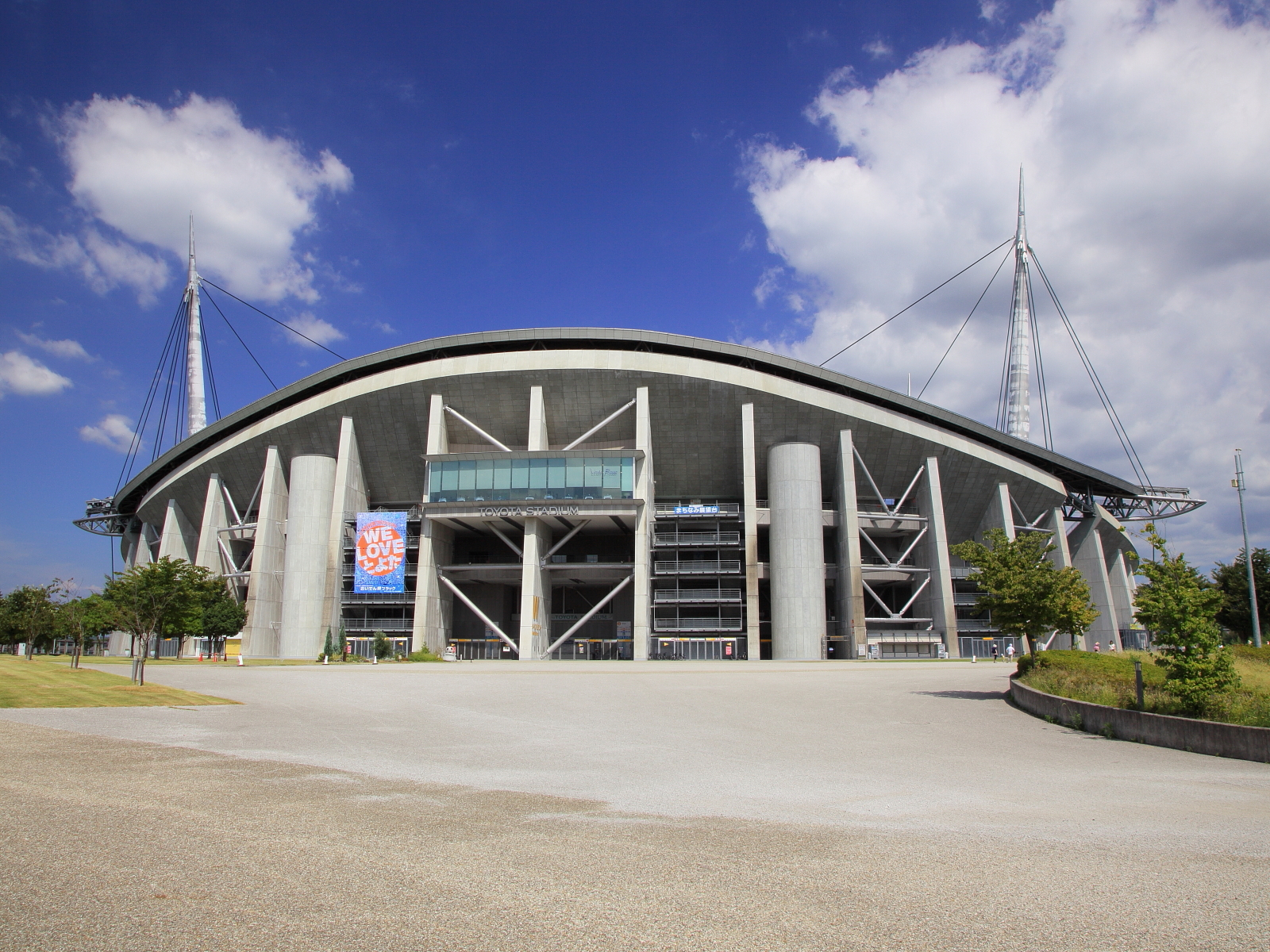
ラリージャパンの拠点となる豊田スタジアム
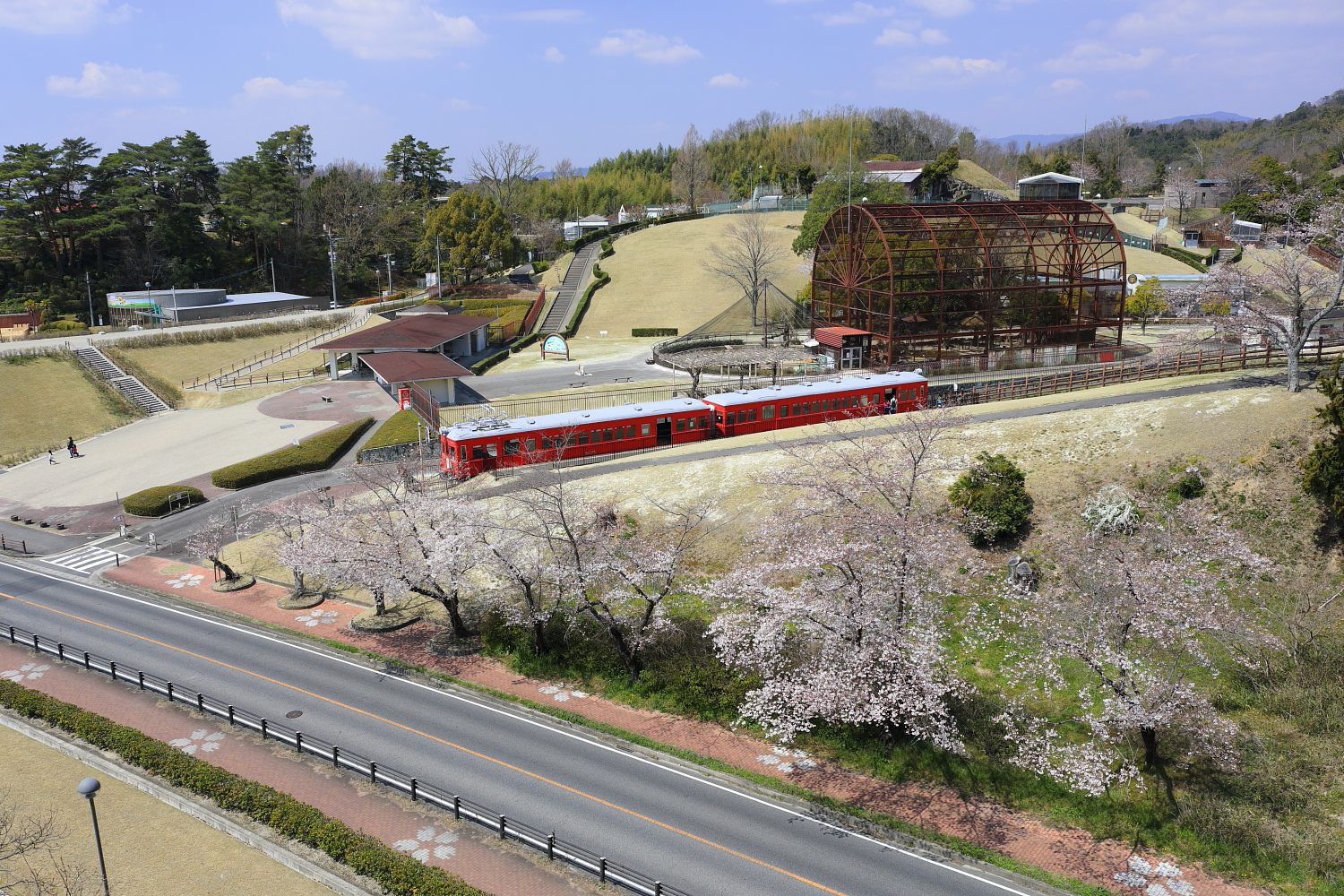
SS1 鞍ケ池公園
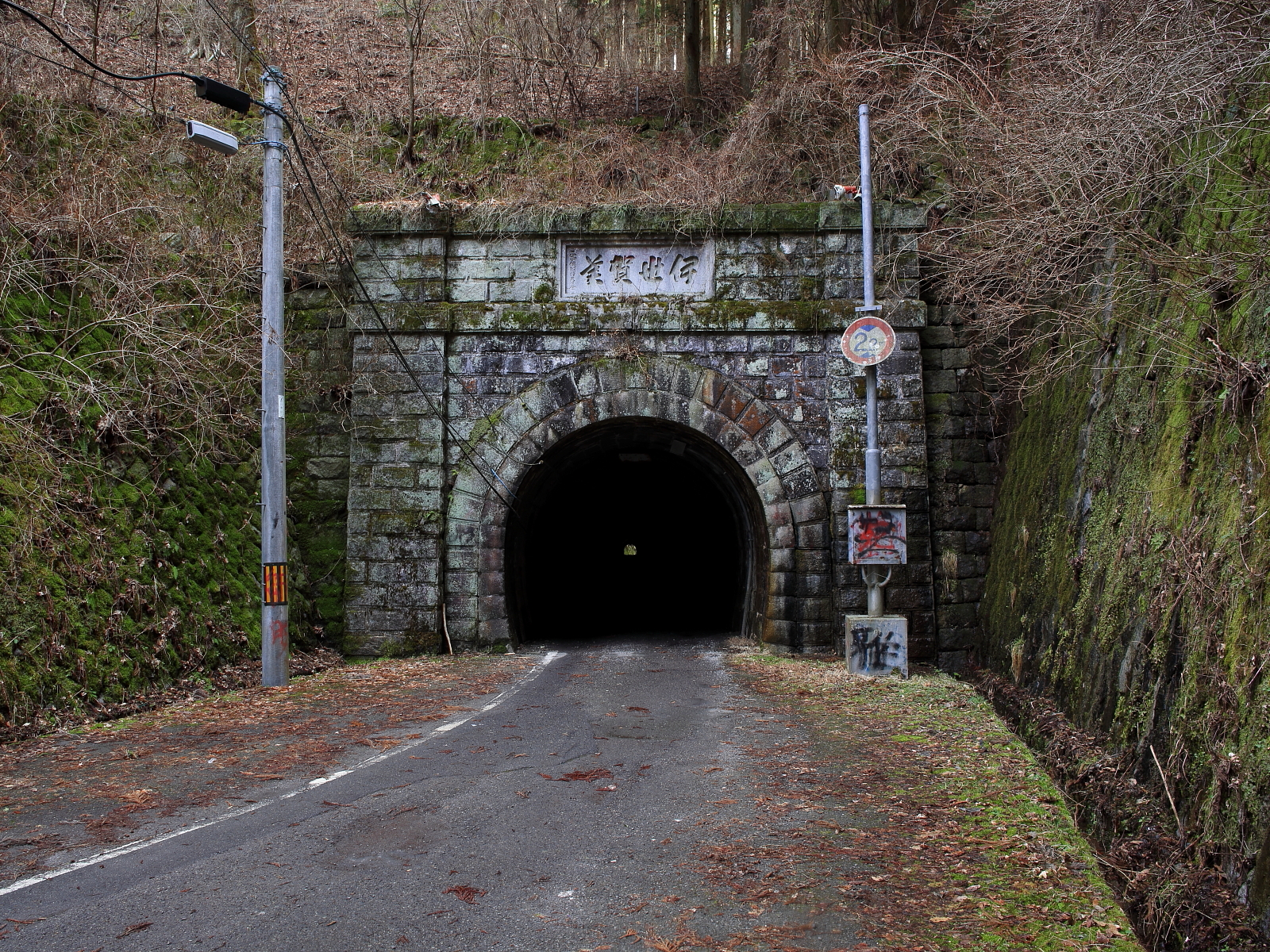
SS2 伊世賀美隧道
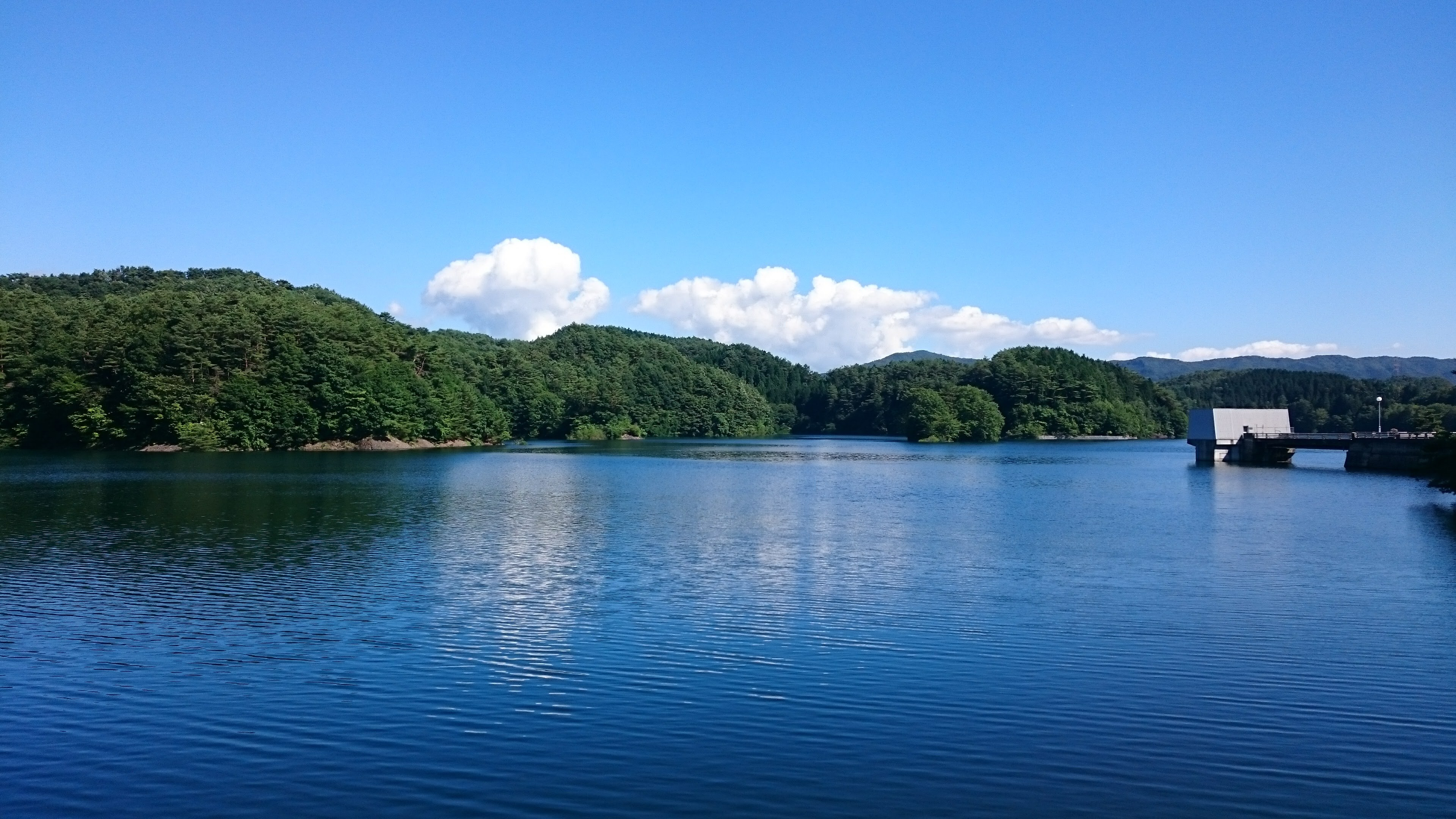
SS3/6 黒田ダム（黒田湖）
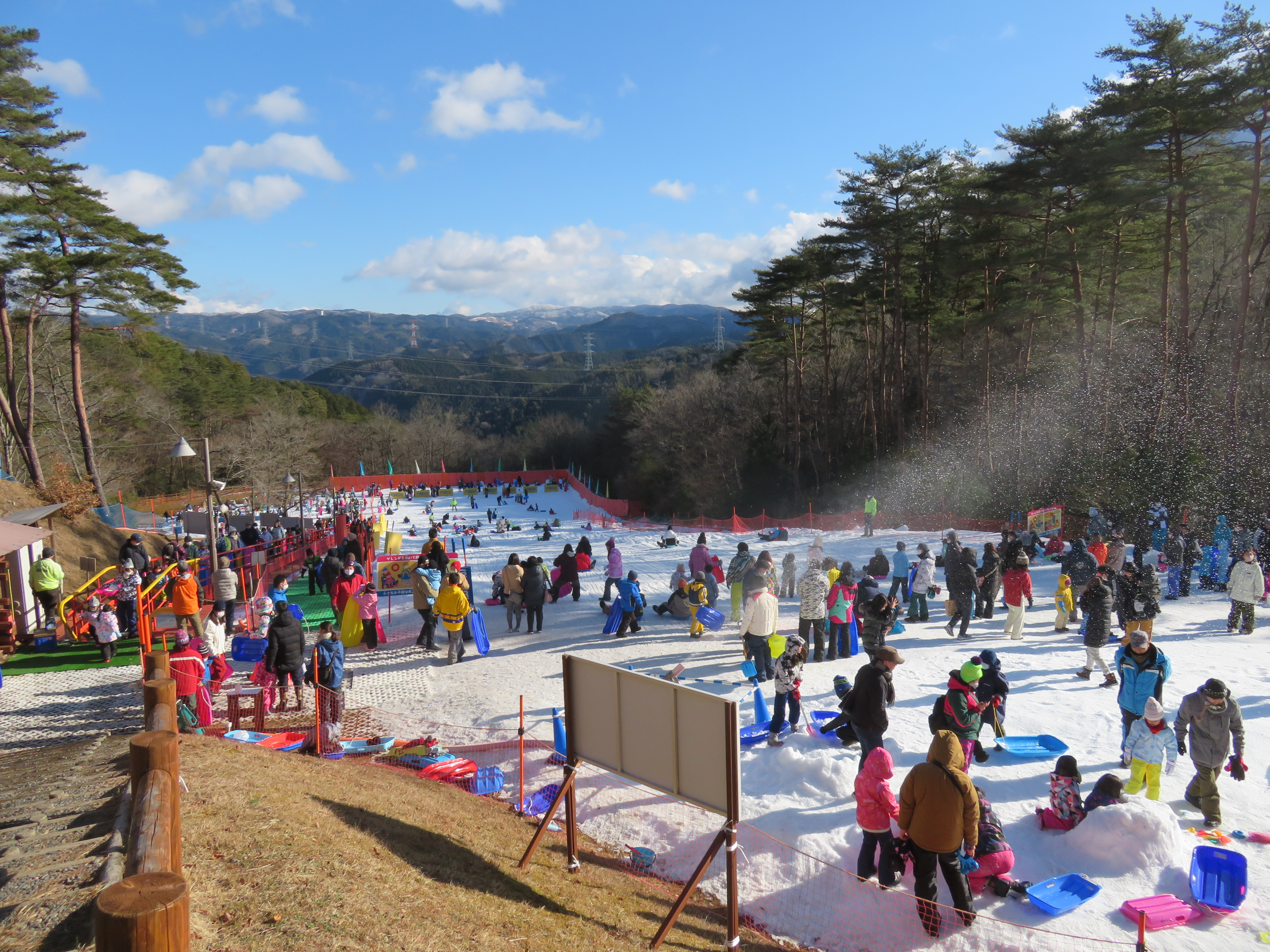
SS5/15/19 旭高原元気村
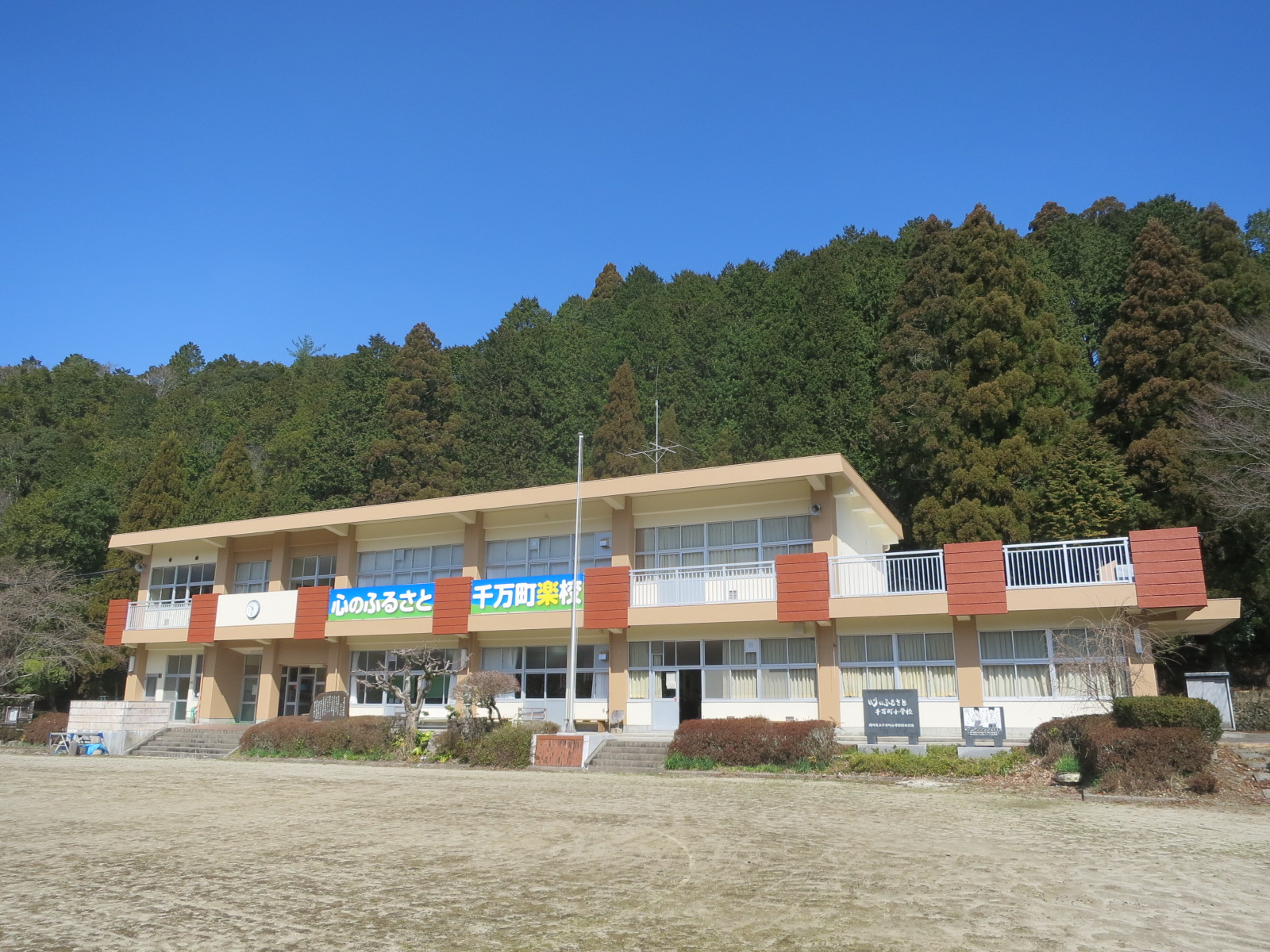
SS8/11 千万町楽校
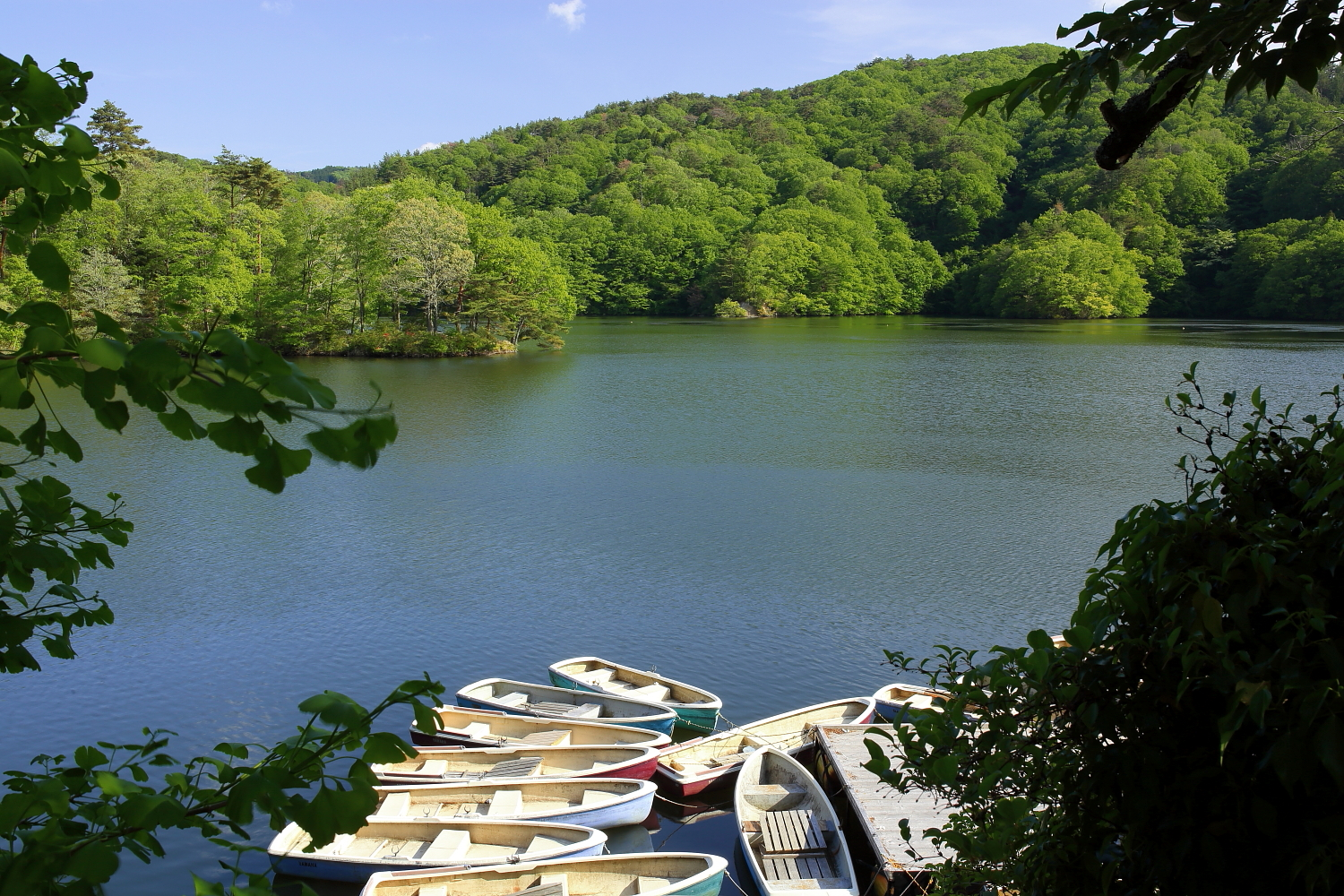
SS9/12 三河湖
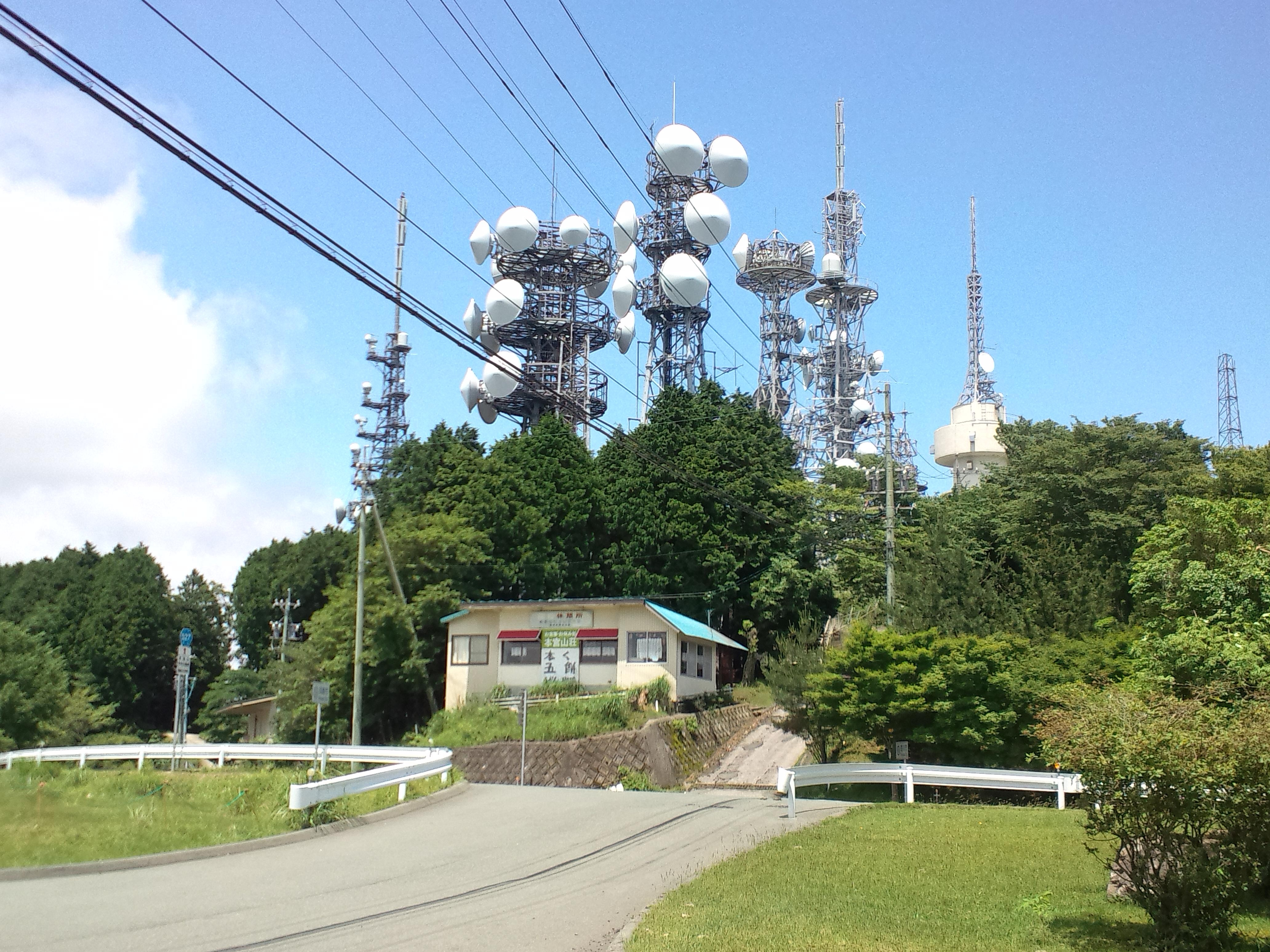
SS10 本宮山頂上
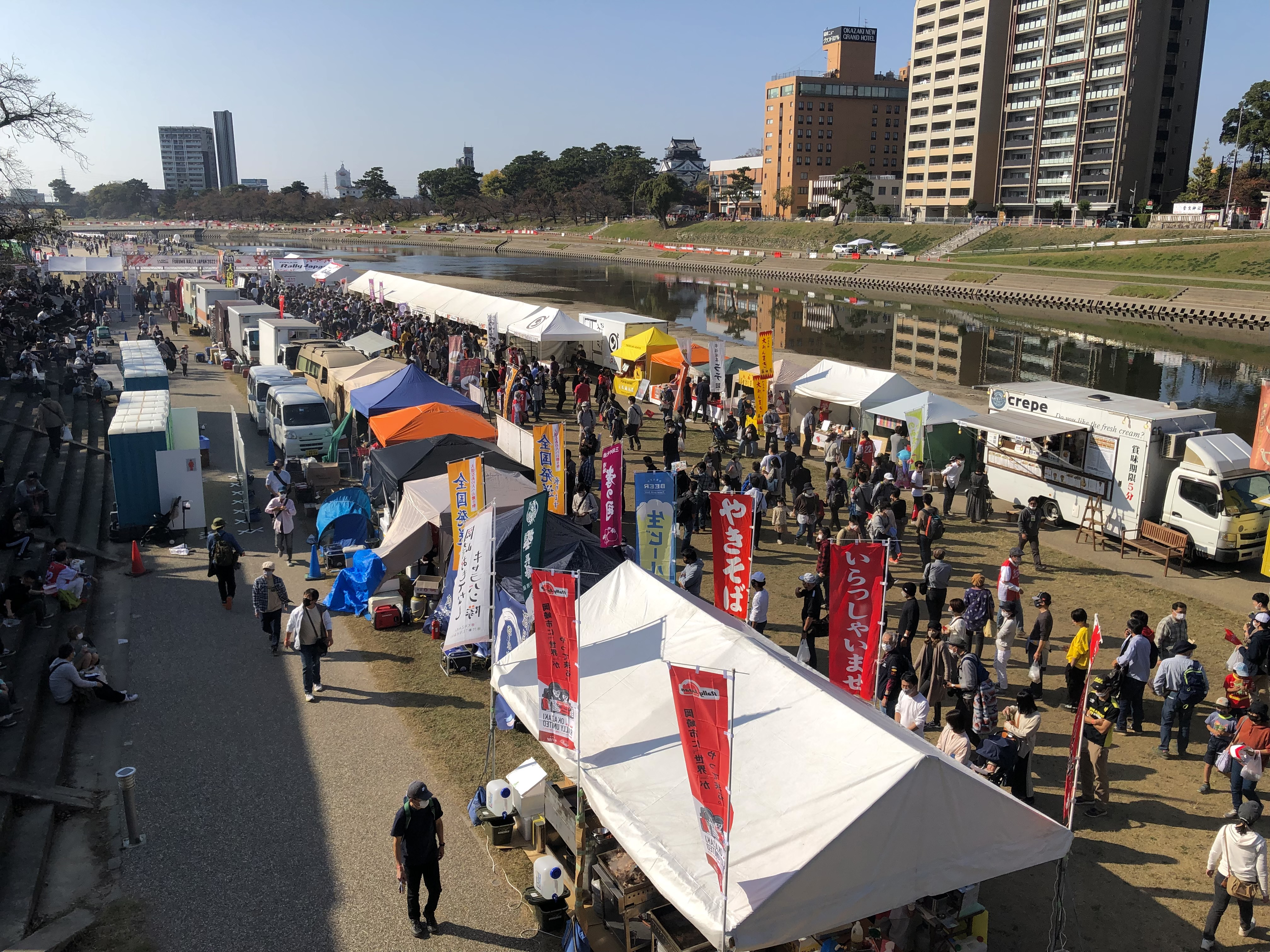
SS13/14 乙川河川敷の有料会場
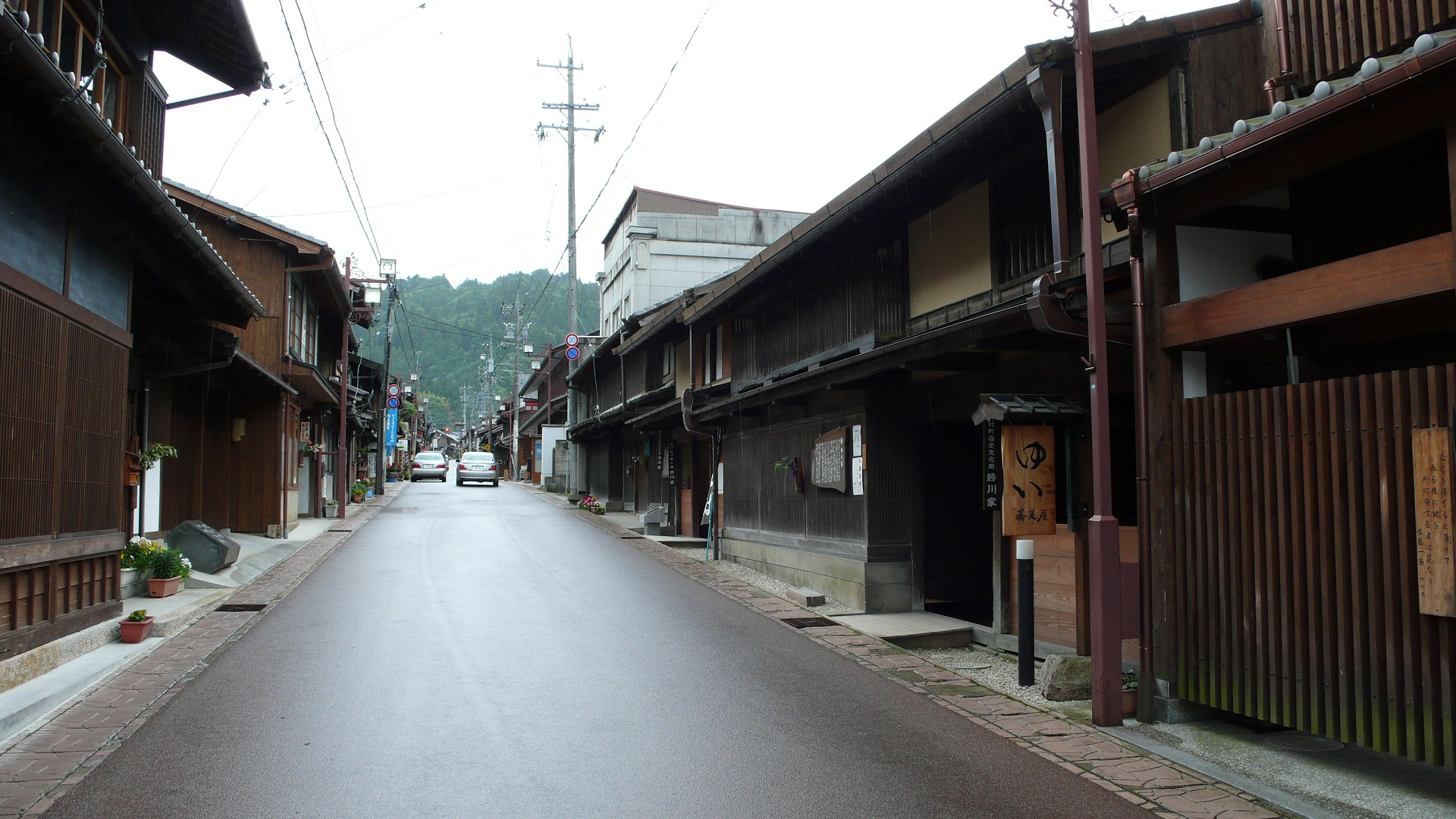
SS16/18リエゾン 岩村町本通り
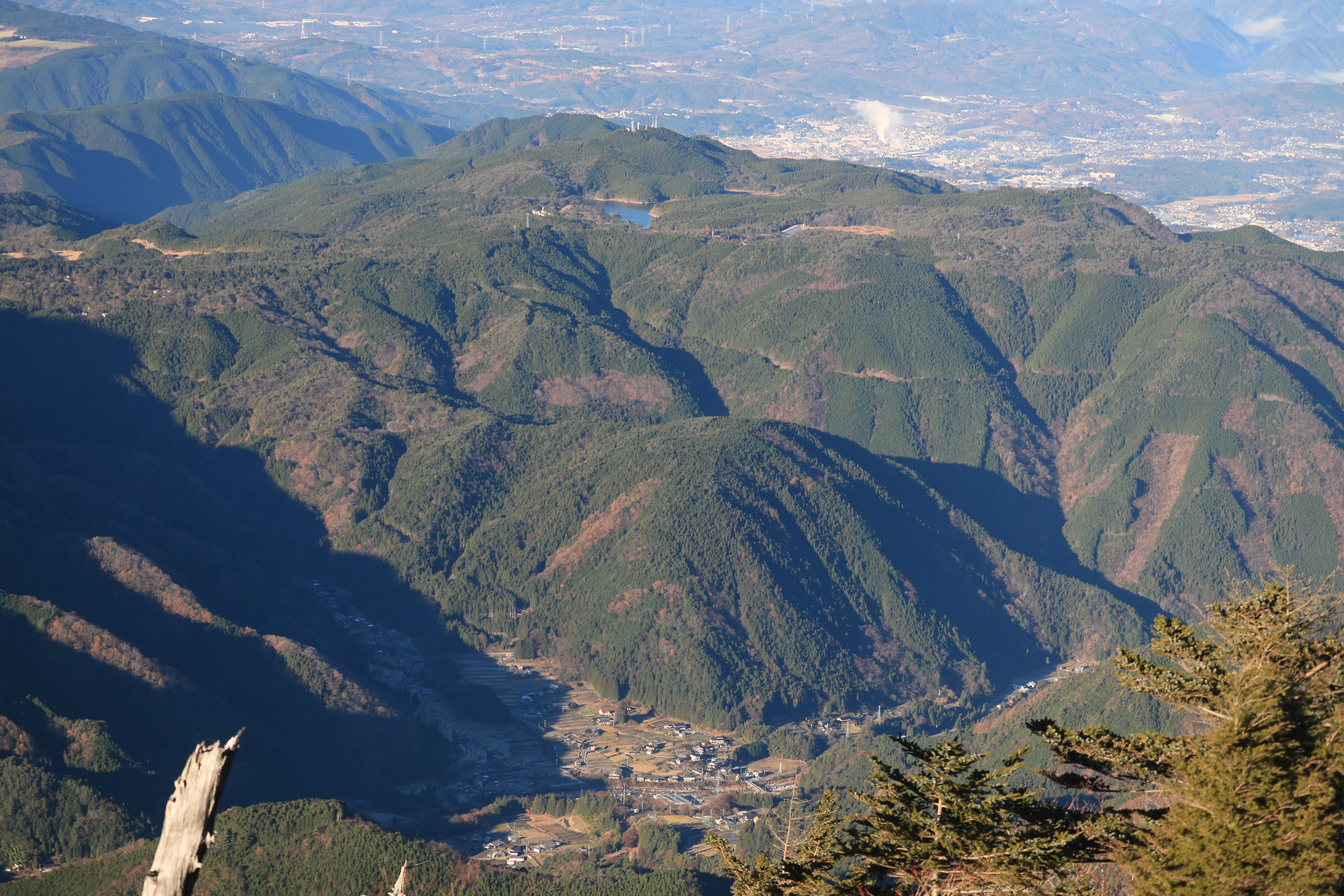
SS17 根ノ上高原

### 観戦
SS区間は観戦チケットが販売されたポイント以外での観戦はできない。自治体によっては地元住民用の観戦ポイントを設ける場合もある。アクセス方法は駅からのシャトルバス、駐車場からのパーク&ライド、自家用車での駐車場乗入れなどがチケットごとに指定されている。河川敷に5,000人を集める岡崎SSSは公共交通機関の利用を推奨している。詳細はラリージャパン公式サイトの観戦エリア・チケットのご案内を参照。
豊田スタジアムではスタート/フィニッシュセレモニーや表彰式のほか、ドライバーのサイン会（10日）やトークショー、SSライブ中継、名古屋出身のSonar Pocketのミニライブ（12日）などのイベントが行われる。サービスパークではメカニックたちの迅速な作業を間近に見ることができる。
なお、SS観戦チケットは7月28日にオンライン受付けが始まり、即日完売。宿泊パック付きチケットや追加販売分も完売した。開幕前（11月9日）時点ではサービスパーク入場券のみ入手可能。
リエゾン区間については観戦制限はなく、迷惑駐車・不法投棄など地元住民へのマナーを守りながらの応援が推奨される。自治体によっては無料のリエゾン観戦エリアや駐車場を設けたりしている。

## レポート
DAY1のナイトステージSS1では、21番手出走の新井敏弘（シトロエン）がスタート500m地点でクラッシュ。車両がコースを塞いだため赤旗が提示され、22番手以降は走行キャンセルとなった。クルーは病院へ搬送され、新井は胸部骨折により一時ICUで治療を受けた。
DAY2最初のSS2でもアクシデントは続き、SS1トップタイムのセバスチャン・オジェ（トヨタ）がパンクを喫し、早くも優勝争いから脱落した。さらに、ダニ・ソルド（ヒョンデ）の車両から火災が発生。クルーの消火活動も及ばず車両は全焼し、再びステージ途中キャンセルとなった。
スケジュール遅延のため、SS3をキャンセルしてSS4へ向かったが、7番手出走のクレイグ・ブリーン（Mスポーツ）がガードレールに衝突。さらに、WRC2のサミ・パヤリ（シュコダ）とエミル・リンドホルム（シュコダ）がコースに侵入して逆走する一般車両と遭遇し、SS4も途中キャンセルとなった。SS1・SS2・SS4でキャンセルの影響を受けたクルーはノーショナルタイムを与えられたが、2日目午前のループを終えても、下位クラスの多くが競技走行をできていない事態となった。午後のループはSS2を再走するSS5の走行距離が短縮され、SS4を再走するSS7もブリーンが当たったガードレールの破損のためキャンセルとなった。
DAY3最初のSS8では、総合3位につけていたカッレ・ロバンペラ（トヨタ）がパンクし、優勝争いは好調のエルフィン・エバンス（トヨタ）と、それを僅差で追うティエリー・ヌービル（ヒョンデ）の2台に絞られた。SS10を終えて差は6.5秒に開いたが、午後のループ（SS11-SS14）では「午前中のようなフィーリングが得られなかった」というエバンスをヌービルが逆転し、逆に4秒のリードをつけて終えた。ふたりから離れてタナック（ヒョンデ）が単独の3位。勝田（トヨタ）はSS9で土手に乗り上げるミスがあったものの、総合4位をキープしている。
| チーム              | クルー                          | タイヤ種別 | タイヤ種別 | タイヤ種別 |
| チーム              | クルー                          | Hard       | Soft       | Wet        |
| ------------------- | ------------------------------- | ---------- | ---------- | ---------- |
| トヨタ              | 01. オジェ/ランデ               | 3          | 3          |            |
| トヨタ              | 18. 勝田/ジョンストン           | 3          | 2          | 1          |
| トヨタ              | 33. エバンス/マーティン         | 3          | 3          |            |
| トヨタ              | 69. ロバンペラ/ハルットゥネン   | 5          |            |            |
| ヒョンデ            | 08. タナック/ヤルヴェオヤ       | 2          | 2          | 2          |
| ヒョンデ            | 11. ヌービル/ウィダグ           | 2          | 2          | 2          |
| Mスポーツ・フォード | 42. ブリーン/フルトン           |            | 2          | 4          |
| Mスポーツ・フォード | 44. グリーンスミス/アンダーソン |            | 4          | 2          |

DAY3までの3日間は好天に恵まれたが、DAY4は午後から雨が降るという天気予報が出ていた。この日は1日中ノーサービスとなるため、出発時の6本のタイヤセットが注目されたが、ヒョンデ勢がハード・ソフト・ウェットを2本ずつ選んだのに対し、トヨタはウェット1本を選んだ勝田以外はドライ用タイヤのみを選択。Mスポーツ勢は雨寄りのソフトとウェットを選ぶというように各陣営で戦略が別れた。
SS15ではエバンスがベストタイムを出し、ヌービルに0.6秒差まで肉薄したが、続くSS16でコースをはみ出し痛恨のパンク。タイヤ交換のため1分30秒以上をロスし、総合4位に転落した。プレッシャーのなくなったヌービルはペースコントロールに入り、勝田がトヨタ勢最上位の3位に浮上した。SS18と最終SS19は本格的に雨が降り始め、ウェット4本を持つブリーンが連続ベストタイムを記録。SS19は時間経過とともに雨量が多くなったため、出走順が早かったWRC2勢が上位に食い込んだ。
最終的にヌービルが優勝、タナックが1分11秒差の2位でフィニッシュし、トヨタのホームイベントでヒョンデがワンツーフィニッシュを飾った。勝田とオジェがSS19まで3位表彰台を争い、勝田が日本人ドライバーとして初のラリージャパン表彰台を獲得した。トヨタ勢は相次ぐタイヤトラブルに見舞われ、オジェはタイヤサプライヤーのピレリに苦言を呈した。
WRC2クラスでもヒョンデのグレゴワール・ミュンスターとテーム・スニネンがワンツーフィニッシュを飾った。チャンピオン争いは、SS2でカエタン・カエタノビッチ（シュコダ）がクラッシュ・リタイア。エミル・リンドホルム（シュコダ）が3位（総合9位）でフィニッシュし、WRC2チャンピオンを獲得した。コ・ドライバーのリータ・ハマライネンはガン闘病を経て競技に復帰し、女性初のWRC2チャンピオンに輝いた。WRC2マスターズカップはマウロ・ミーレ（シュコダ）がチャンピオンを獲得。初挑戦のヘイキ・コバライネン（シュコダ）はWRC2クラス4位（総合10位）と健闘した。
ナショナルクラスは柳澤宏至（トヨタ）が優勝。ダイハツ・コペンは総合30位でフィニッシュし、1993年サファリラリーに出場したスバル・ヴィヴィオ以来のWRCで完走した軽自動車となった。

## 結果

### スペシャルステージ順位
| 曜日          | SS                             | 距離               | SS順位                                | SS順位                                       | SS順位                                          | リーダー                                              |
| 曜日          | SS                             | 距離               | 1位                                   | 2位                                          | 3位                                             | リーダー                                              |
| ------------- | ------------------------------ | ------------------ | ------------------------------------- | -------------------------------------------- | ----------------------------------------------- | ----------------------------------------------------- |
| DAY1 11月10日 | SS 1 鞍ヶ池 Kuragaike Park     | 002.75km           | 1. オジェ/ランデ 2:07.0               | 42. ブリーン/フルトン 2:07.1 (+0.1)          | 8. タナック/ヤルヴェオヤ 2:07.2 (+0.2)          | 1. オジェ/ランデ 2:07.0                               |
| DAY2 11月11日 | SS 2 伊勢神 Isegami's Tunnel 1 | 023.29km           | 69. ロバンペラ/ハルットゥネン 17:44.6 | 11. ヌービル/ヴィダグ 17:46.4 (+1.8)         | 33. エバンス/マーティン 17:50.1 (+5.5)          | 69. ロバンペラ/ハルットゥネン 19:52.2                 |
| DAY2 11月11日 | SS 3 稲武 Inabu Dum 1          | 019.38km           | キャンセル                            | キャンセル                                   | キャンセル                                      | 69. ロバンペラ/ハルットゥネン 19:52.2                 |
| DAY2 11月11日 | SS 4 設楽 Shitara Town R 1     | 022.44km           | 33. エバンス/マーティン 14:23.3       | 1. オジェ/ランデ 14:27.6 (+4.3)              | 11. ヌービル/ヴィダグ 14:27.9 (+4.6)            | 11. ヌービル/ヴィダグ 33. エバンス/マーティン 34:21.6 |
| DAY2 11月11日 | SS 5 伊勢神 Isegami's Tunnel 2 | 023.29km →14.33km  | 33. エバンス/マーティン 10:38.0       | 11. ヌービル/ヴィダグ 10:39.1 (+1.1)         | 1. オジェ/ランデ 10:40.4 (+2.4)                 | 33. エバンス/マーティン 44:59.6                       |
| DAY2 11月11日 | SS 6 稲武 Inabu Dum 2          | 019.38km           | 69. ロバンペラ/ハルットゥネン 12:18.9 | 33. エバンス/マーティン 12:19.2 (+0.3)       | 8. タナック/ヤルヴェオヤ 12:20.6 (+1.4)         | 33. エバンス/マーティン 57:18.8                       |
| DAY2 11月11日 | SS 7 設楽 Shitara Town R 2     | 022.44km           | キャンセル                            | キャンセル                                   | キャンセル                                      | 33. エバンス/マーティン 57:18.8                       |
| DAY1-DAY2総合 | DAY1-DAY2総合                  | 132.97km →82.19km  | 33. エバンス/マーティン 57:18.8       | 11. ヌービル/ヴィダグ 57:21.8 (+3.0)         | 69. ロバンペラ/ハルットゥネン 57:23.9 (+5.1)    |                                                       |
| DAY3 11月12日 | SS 8 額田 Nukata Forest 1      | 020.56km           | 33. エバンス/マーティン 14:17.1       | 11. ヌービル/ヴィダグ 14:20.0 (+2.9)         | 1. オジェ/ランデ 14:23.8 (+6.7)                 | 33. エバンス/マーティン 1:11:35.9                     |
| DAY3 11月12日 | SS 9 三河湖 Lake Mikawako 1    | 014.74km           | 1. オジェ/ランデ 10:26.5              | 11. ヌービル/ヴィダグ 10:26.8 (+0.3)         | 33. エバンス/マーティン 10:28.0 (+1.5)          | 33. エバンス/マーティン 1:22:03.9                     |
| DAY3 11月12日 | SS10 新城 Shinshiro City       | 007.08km           | 8. タナック/ヤルヴェオヤ 3:31.5       | 1. オジェ/ランデ 3:31.6 (+0.1)               | 18. 勝田/ジョンストン 3:31.9 (+0.3)             | 33. エバンス/マーティン 1:25:36.3                     |
| DAY3 11月12日 | SS 11 額田 Nukata Forest 2     | 020.56km           | 1. オジェ/ランデ 14:06.9              | 11. ヌービル/ヴィダグ 14:07.0 (+0.1)         | 33. エバンス/マーティン 14:09.6 (+2.7)          | 33. エバンス/マーティン 1:39:45.9                     |
| DAY3 11月12日 | SS 12 三河湖 Lake Mikawako 2   | 014.74km           | 1. オジェ/ランデ 10:18.2              | 11. ヌービル/ヴィダグ 10:19.7 (+1.5)         | 33. エバンス/マーティン 10:25.6 (+7.4)          | 11. ヌービル/ヴィダグ 1:50:09.5                       |
| DAY3 11月12日 | SS 13 岡崎 Okazaki City SSS1   | 001.40km           | キャンセル                            | キャンセル                                   | キャンセル                                      | 11. ヌービル/ヴィダグ 1:50:09.5                       |
| DAY3 11月12日 | SS 14 岡崎 Okazaki City SSS2   | 001.40km           | 11. ヌービル/ヴィダグ 1:18.8          | 8. タナック/ヤルヴェオヤ 1:19.2 (+0.4)       | 1. オジェ/ランデ 1:19.4 (+0.6)                  | 11. ヌービル/ヴィダグ 1:51:28.3                       |
| DAY1-DAY3総合 | DAY1-DAY3総合                  | 213.45km →161.27km | 11. ヌービル/ヴィダグ 1:51:28.3       | 33. エバンス/マーティン 1:51:32.3 (+4.0)     | 8. タナック/ヤルヴェオヤ 1:52:08.2 (+39.9)      |                                                       |
| DAY4 11月13日 | SS 15 旭高原 Asahi Kougen      | 007.52km           | 33. エバンス/マーティン 4:49.5        | 1. オジェ/ランデ 4:51.8 (+2.3)               | 11. ヌービル/ヴィダグ 4:52.9 (+3.4)             | 11. ヌービル/ヴィダグ 1:56:21.2                       |
| DAY4 11月13日 | SS 16 恵那 Ena City 1          | 021.59km           | 11. ヌービル/ヴィダグ 15:38.7         | 1. オジェ/ランデ 15:41.3 (+2.6)              | 8. タナック/ヤルヴェオヤ 15:58.6 (+19.9)        | 11. ヌービル/ヴィダグ 2:11:59.9                       |
| DAY4 11月13日 | SS 17 根ノ上 Nenoue Prateau    | 011.60km           | 1. オジェ/ランデ 7:45.1               | 33. エバンス/マーティン 7:49.7 (+4.6)        | 18. 勝田/ジョンストン 7:50.1 (+5.0)             | 11. ヌービル/ヴィダグ 2:19:53.1                       |
| DAY4 11月13日 | SS 18 恵那 Ena City 2          | 021.59km           | 42. ブリーン/フルトン 17:42.1 (+)     | 1. オジェ/ランデ 17:50.6 (+8.5)              | 44. グリーンスミス/アンダーソン 18:01.1 (+19.0) | 11. ヌービル/ヴィダグ 2:38:16.9                       |
| DAY4 11月13日 | SS 19 旭高原PS Asahi Kougen PS | 007.52km           | 42. ブリーン/フルトン 5:20.5          | ミーレ/ベルトラーメ 5:32.3 (+11.8)           | 22. スニネン/マルクラ 5:33.7 (+1.4)             | 11. ヌービル/ヴィダグ 2:43:52.3                       |
| DAY1-DAY4総合 | DAY1-DAY4総合                  | 283.27km →231.09km | 11. ヌービル/ヴィダグ 2:43:52.3       | 8. タナック/ヤルヴェオヤ 2:45:03.4 (+1:11.1) | 18. 勝田/ジョンストン 2:46:03.6 (+2:11.3)       |                                                       |

### 最終成績
| 順位 | 順位   | No | ドライバー コ・ドライバー                                   | エントラント                                    | 車両                              | タイム                  | 差         | 獲得ポイント （対象選手権+ パワーステージ） |
| 総合 | クラス | No | ドライバー コ・ドライバー                                   | エントラント                                    | 車両                              | タイム                  | 差         | 獲得ポイント （対象選手権+ パワーステージ） |
| ---- | ------ | -- | ----------------------------------------------------------- | ----------------------------------------------- | --------------------------------- | ----------------------- | ---------- | ------------------------------------------- |
| 1    | RC1 01 | 11 | ティエリー・ヌービル マルティン・ヴィダグ                   | ヒョンデ・シェル・モビスWRT                     | ヒョンデ・i20 N ラリー1           | 2:43:52.3               |            | M:25pt. + PS:2pt.                           |
| 2    | RC1 02 | 8  | オィット・タナック マルティン・ヤルヴェオヤ                 | ヒョンデ・シェル・モビスWRT                     | ヒョンデ・i20 N ラリー1           | 2:45:03.4               | +1:11.1    | M:18pt.                                     |
| 3    | RC1 03 | 18 | 勝田貴元 アーロン・ジョンストン                             | トヨタ・ガズー・レーシングWRT NG                | トヨタ・GRヤリス ラリー1          | 2:46:03.6               | +2:11.3    | M/T:15pt.                                   |
| 4    | RC1 04 | 1  | セバスチャン・オジェ バンサン・ランデ                       | トヨタ・ガズー・レーシングWRT                   | トヨタ・GRヤリス ラリー1          | 2:46:15.9               | +2:23.6    | M:12pt.                                     |
| 5    | RC1 05 | 33 | エルフィン・エバンス スコット・マーティン                   | トヨタ・ガズー・レーシングWRT                   | トヨタ・GRヤリス ラリー1          | 2:47:57.4               | +4:05.1    | M:10pt.                                     |
| 6    | RC1 06 | 44 | ガス・グリーンスミス ヨナス・アンダーソン                   | Mスポーツ・フォードWRT                          | フォード・プーマ ラリー1          | 2:47:59.7               | +4:07.5    | M:8pt.                                      |
| 7    | RC2 01 | 24 | グレゴワール・ミュンステール ルイ・ルーカ                   | グレゴワール・ミュンステール                    | ヒョンデ・i20 N ラリー2           | 2:51:43.1               | +7:50.8    | WRC2(DJ/CJ):25pt.                           |
| 8    | RC2 02 | 22 | テーム・スニネン ミッコ・マルックラ                         | ヒョンデ・モータースポーツN                     | ヒョンデ・i20 N ラリー2           | 2:52:04.7 (TP+50.0)     | +8:12.4    | WRC2(T/D/C):18pt. + PS:2pt.                 |
| 9    | RC2 03 | 21 | エミル・リンドホルム リータ・ハマライネン                   | トクスポーツWRT                                 | シュコダ・ファビア ラリー2 evo    | 2:52:17.9               | +8:25.6    | WRC2(T/DJ/C):15pt.                          |
| 10   | RC2 04 | 29 | ヘイキ・コバライネン 北川紗衣                               | ヘイキ・コバライネン                            | シュコダ・ファビアR5              | 2:52:52.1               | +8:59.8    | WRC2(D/C):12pt.                             |
| 11   | RC2 05 | 23 | サミ・パヤリ エンニ・マルコネン                             | トクスポーツWRT                                 | シュコダ・ファビア ラリー2 evo    | 2:52:53.1               | +9:00.8    | WRC2(T/DJ/C):10pt.                          |
| 12   | RC1 07 | 69 | カッレ・ロバンペラ ヨンネ・ハルットゥネン                   | トヨタ・ガズー・レーシングWRT                   | トヨタ・GRヤリス ラリー1          | 2:54.33.1 （TP+1:40.0） | +10:40.8   |                                             |
| 13   | RC2 06 | 26 | ショーン・ジョンストン アレクサンダー・キフラニ             | サンテロック・ジュニアチーム                    | シトロエン・C3 ラリー2            | 2:54:45.8               | +10.53.5   | WRC2(D/C):8pt.                              |
| 14   | RC2 07 | 28 | マウロ・ミーレ ルカ・ベルトラメ                             | トクスポーツWRT 2                               | シュコダ・ファビア ラリー2 evo    | 2:56:25.8               | +12:33.5   | WRC2(T/DM/C):6pt.+ PS:3pt.                  |
| 15   | RC4 01 | 40 | 新井大輝 イルカ・ミノア                                     | アヘッド・ジャパン・レーシングチーム            | プジョー・208 ラリー4             | 3:00:39.6               | +16:47.3   |                                             |
| 16   | RC2 08 | 30 | 福永修 齊田美早子                                           | 福永修                                          | シュコダ・ファビアR5              | 3:01:55.5               | +18:03.2   | WRC2(DM/C):4pt.                             |
| 17   | RC2 09 | 35 | エイモン・ボランド MJ                                       | エイモン・ボランド                              | フォード・フィエスタ ラリー2 MkII | 3:02:34.3               | +18:42.0   | WRC2(DM/CM):2pt.                            |
| 18   | RC2 10 | 32 | ルーク・アネア スチュアート・ルードン                       | ルーク・アネア                                  | フォード・フィエスタ ラリー2 MkII | 3:05:19.4 （TP+3:10.0)  | +21:27.1   | WRC2(D/C):1pt.                              |
| 19   | RC2 11 | 25 | ブルーノ・ブラシア ガブリエル・モラレス                     | トクスポーツWRT 2                               | シュコダ・ファビア ラリー2        | 3:05:58.2               | +22:05.9   |                                             |
| 20   | NAT 01 | 39 | 柳澤宏至 保井隆宏                                           | クスコ・レーシング                              | トヨタ・GRヤリス                  | 3:08:07.0               | +25:34.7   |                                             |
| 21   | RC4 02 | 41 | 中平勝也 島津雅彦                                           | R-ARTラリーチーム                               | トヨタ・GT86 CS-R3                | 3:13:17.8               | +29:25.5   |                                             |
| 22   | RC2 12 | 37 | 今井聡 竹原静香                                             | 新井敏弘                                        | シトロエン・C3 ラリー2            | 3:15:22.6 （TP+20.0）   | +31:30.8   |                                             |
| 23   | NAT 02 | 43 | 佐々木康行 中嶌杏里                                         | Team BRIDE                                      | トヨタ・GRヤリス                  | 3:16:57.2 （TP+40.0）   | +33:04.9   |                                             |
| 24   | RC1 08 | 42 | クレイグ・ブリーン ジェームス・フルトン                     | Mスポーツ・フォードWRT                          | フォード・プーマ ラリー1          | 3:17:14.5               | +33:22.2   | PS:5pt.                                     |
| 25   | RC2 13 | 36 | フレデリック・ロサッティ パトリック・シアップ               | フレデリック・ロサッティ                        | ヒョンデ・i20 N ラリー2           | 3:19:43.1               | +35:50.8   |                                             |
| 26   | NAT 03 | 45 | 山本悠太 立久井和子                                         | K-ONEレーシングチーム                           | トヨタ・86                        | 3:21:17.8 （TP+1:40.0） | +37:25.5   |                                             |
| 27   | RC4 03 | 46 | 村田康介 梅本まどか                                         | ウェルパイン・モータースポーツ                  | プジョー・208 R2                  | 3:29:20.5               | +45:28.2   |                                             |
| 28   | NAT 04 | 38 | 勝田範彦 木村裕介                                           | トヨタ・ガズー・レーシング                      | トヨタ・GRヤリス                  | 3:37:19.0 （TP+1:20.0） | +53:26.7   |                                             |
| 29   | RC2 14 | 27 | ファブリツィオ・ザルディバール マルセロ・デル・オハネシアン | ヒョンデ・モータースポーツN                     | ヒョンデ・i20 N ラリー2           | 3:44:44.5 （TP+50.0）   | +1:00:52.5 | PS:1pt.                                     |
| 30   | NAT 05 | 49 | 相原泰祐 萩野司                                             | Dスポーツ・ハーフウェイレーシング・ラリーチーム | ダイハツ・コペン                  | 3:48:14.0 （TP+30.0）   | +1:04:21.7 |                                             |
| 31   | RC5 01 | 48 | 伊豆野康平 東山徹大                                         | K'sワールドラリーチーム                         | トヨタ・ヴィッツ                  | 3:52:52.7               | +1:09:00.4 |                                             |
| 32   | RC2 15 | 34 | ジャン＝ミシェル・ラウー ローラン・マガ                     | ジャン＝ミシェル・ラウー                        | フォルクスワーゲン・ポロGTI R5    | 3:55:34.7               | +1:11:42.4 |                                             |
| Ret  | RC5 ー | 47 | 国沢光宏 木原雅彦                                           | KUNISAWA.NET                                    | ルノー・クリオRSライン            | SS11                    |            |                                             |
| Ret  | RC2 ー | 20 | カエタン・カエタノビッチ マチェイ・スチェパニアク           | カエタン・カエタノビッチ                        | シュコダ・ファビア ラリー2 evo    | SS2（アクシデント）     |            |                                             |
| Ret  | RC1 ー | 6  | ダニ・ソルド カンディード・カレラ                           | ヒョンデ・シェル・モビスWRT                     | ヒョンデ・i20 N ラリー1           | SS2（出火）             |            |                                             |
| Ret  | RC2 ー | 31 | 新井敏弘 田中直哉                                           | 新井敏弘                                        | シトロエン・C3 ラリー2            | SS1（アクシデント）     |            |                                             |
| 出典 |        |    |                                                             |                                                 |                                   |                         |            |                                             |

## 関連イベント
- 名古屋市

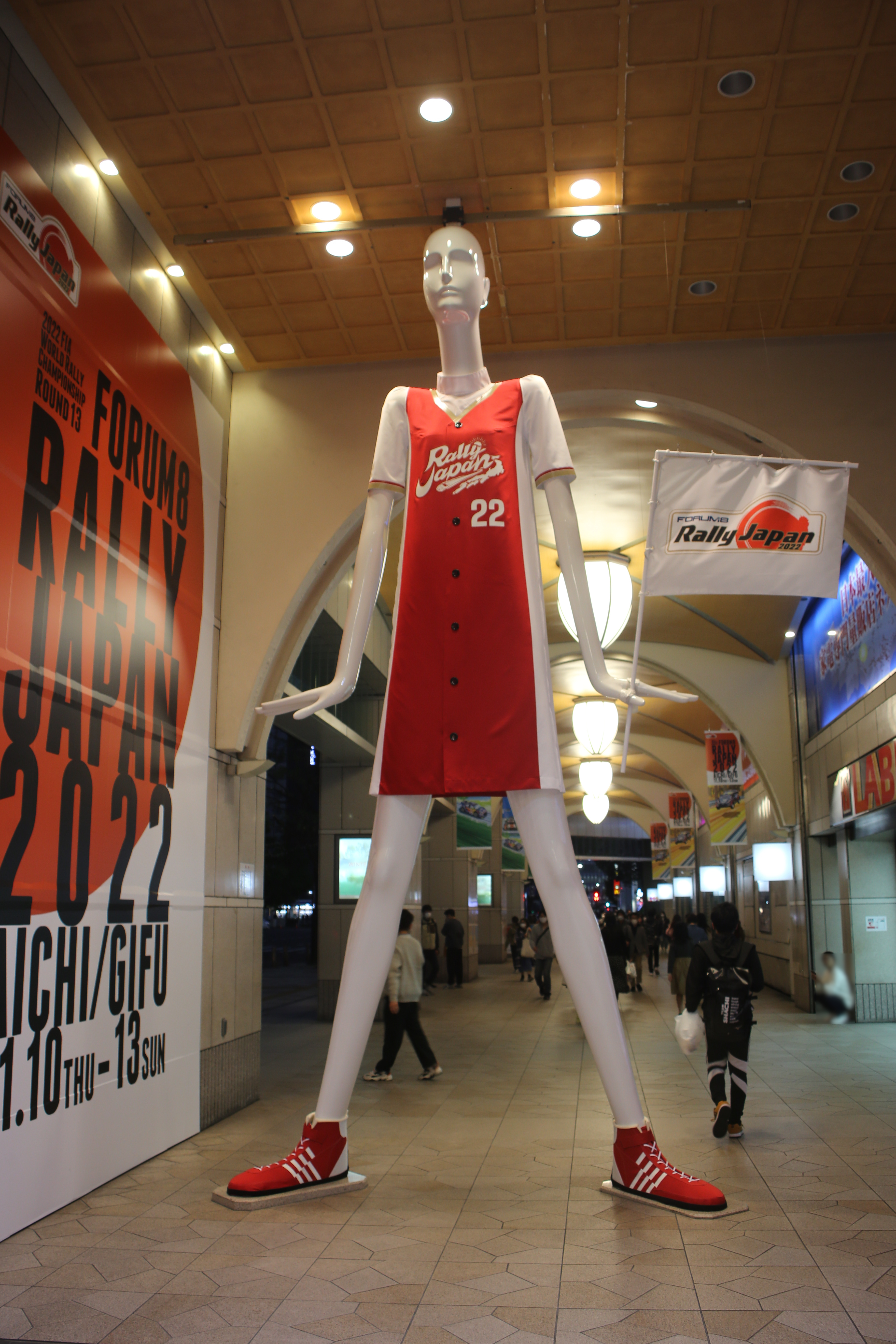
ラリージャパン仕様のナナちゃん人形

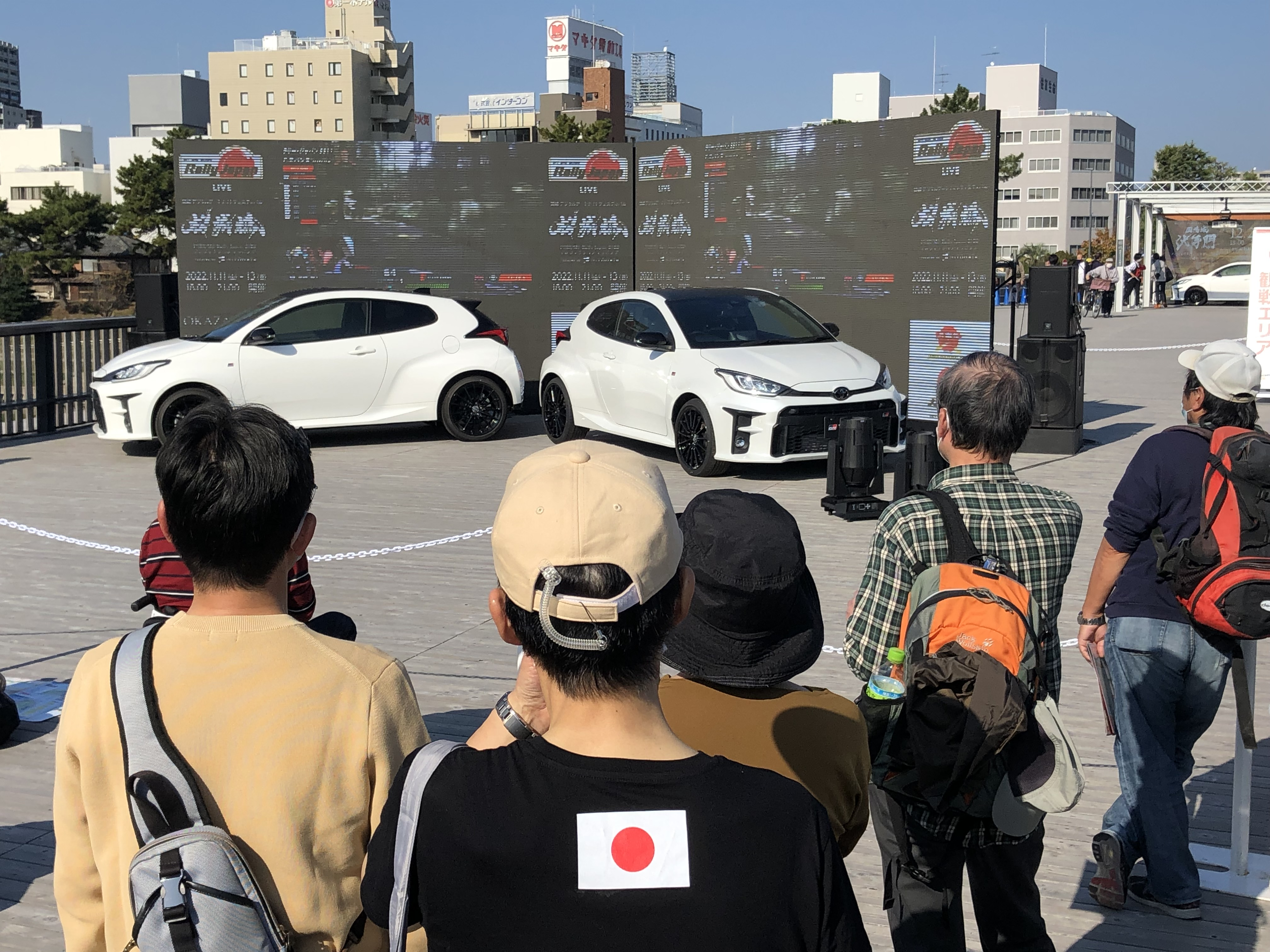
岡崎市の桜城橋のパブリックビューイング会場

  - 10月1日・2日に愛知県庁前特設会場にて、ラリージャパンPRイベント「1Month to go! RALLY JAPAN!」を開催。トークショーやミニライブ、ラリージャパン応援団のお披露目などが行われた。また、県庁前の公道を占有し、新旧ラリーカーのデモ走行を実施。勝田範彦がトヨタ・ヤリスWRC、新井敏弘がスバル・インプレッサWRC98という2台のワールドラリーカーをドライブした[59]。2日間に約2万1千人（主催者発表）の来場者を集めた[60]。
  - 11月2日・3日、JR名古屋駅中央コンコースにトヨタ・ヤリスWRCを展示[61]。11月2日から8日まで、名鉄百貨店メンズ館1階の巨大マネキン「ナナちゃん人形」がラリージャパン・ベースボールシャツを着た仕様に飾り付けられた[62]。
- 豊田市
  - 大会期間中「ラリーファンフェスタ」と銘打ち、サービスパークとなる豊田スタジアム、大会本部が置かれるスカイホール豊田、豊田市駅前の3会場で各種イベントを行った。スカイホール豊田ではフードパークやパブリックビューイング、豊田駅前では次世代カー試乗会「EV+ Experience 2022」が行われた[63]。豊田駅から豊田スタジアムへ向かう歩道「スタジアムアベニュー」には、ラリーカーの画像をプリントしたデザインマンホール（全24種）が設置された（11月16日まで）[64]。
- 岡崎市
  - 11月12・13日にSS会場周辺エリアで「おかざきクルまつり2022 withフォーラムエイト・ラリージャパン2022」を開催。飲食、物販、展示、ラリーカー同乗会、パブリックビューイング、プロジェクションマッピングなど様々な企画が行われた[65]。また、12日のSS13開始前にはトヨタ・ガズー・レーシングが開発中のGRヤリス ラリー2コンセプトと、水素エンジンを搭載するGRヤリス H2のデモ走行を行った[66]。ラリー2試作車はユハ・カンクネン、水素エンジン試作車はトミ・マキネンというWRCレジェンドドライバーの2人が運転した[67]。アフターイベントの花火大会で岡崎産ドラゴン花火の一斉点火を行い、「同時に噴出花火に点火した最多人数 358名」でギネス世界記録に認定された[68]。
- 恵那市
  - 13日の市内リエゾン区間の東野・明知・岩村にイベントエリアを用意[69]。明知エリアでは日本大正村、岩村エリアでは岩村町本通りという日本の伝統ある街並みをラリーカーが走行した[70]。アクセス路線となる明知鉄道では、ラリージャパン記念1日フリー乗車券を発売した[71]。
- 中津川市
  - 12日に六斎市会場内でラリージャパン応援イベントを実施[33]。13日は「なかつがわラリーフェス2022」と題し、JR中央本線中津川駅近くのふるさとにぎわい市場にリエゾン区間のリフューエルポイントを設置。クルーの給油作業を間近に観られる無料観覧席を設けた[33]。近くのルビットタウン中津川ではWRCミニ四駆製作・走行会や電動キッズカート体験会などを行った。

## 関連メディア

### 地上波テレビ番組
- テレビ朝日 「世界ラリー日本大会 ラリージャパン2022」[72]
  - 11月13日（日曜） 21時-22時55分 テレビ朝日系列24局
  - テーマ曲：B'z 「熱き鼓動の果て」
  - ラリージャパン最終日のプライムタイムに2時間の特別番組を全国放送する。第一部はスタジオからWRCの魅力を「コース」「マシン」「ドライバー」という3つのキーワードで紹介し、第二部はラリージャパン2022の4日間の競技の模様を現地から伝える。
    - MC：ヒロミ
    - MC：EXIT（りんたろー。兼近大樹） - テレビ朝日モータースポーツ応援団
    - ゲスト：天野ひろゆき（キャイ〜ン） - 岡崎市ラリー応援隊長
    - ゲスト：山崎弘也（アンタッチャブル）
    - ゲスト：王林
    - アナウンサー：安藤萌々
    - 最終SSスペシャル解説：哀川翔
    - 最終SS解説：竹岡圭
    - 最終SS実況：田畑祐一

- 名古屋テレビ 「ドデスカ!ドLIVE!ラリージャパンSP」[73]
  - 11月12日（土曜） 15時25分-16時25分 名古屋テレビ
  - 東海三県（愛知県・岐阜県・三重県）放送の特別番組。「ドデスカ!」は朝のローカルワイド番組でのタイトルである。
    - アナウンサー：竹田基起
    - アナウンサー：南雲穂波 - ラリージャパンメ～テレ応援団長
    - ゲスト：照英
    - ゲスト：小椋久美子
    - ゲスト：かが屋
    - 解説：竹岡圭

### 衛星放送テレビ番組
- J SPORTS 3 「WRC世界ラリー選手権2022 Round13 ラリー・ジャパン」[74]
  - WRCを全戦中継しているJ SPORTSは、初の試みとして4日間全てのSSの生中継を行う。初日のシェイクダウンとセレモニアルスタート、SS1鞍ヶ池は無料放送される。
- NHK BS1 「WRC世界ラリー選手権2022 最終戦ラリージャパン 最終ステージ」
  - 11月13日（日曜） 20時-20時55分
  - WRCのダイジェスト番組を放送しているNHK BS1は、今シーズンの勝田貴元の活動を振り返りながら、最終SSの模様を録画放送する。
    - アナウンサー：酒井博司
    - 解説：今井清和

### 配信
- WRC+ All Live[75]
  - WRC公式サイトで視聴できる有料配信。ラリージャパン全SSを日本語実況でライブ配信する。シェイクダウンの模様は10日9時よりYoutube Liveで日本語コメンタリー付きで無料配信する[76]。
- J SPORTS オンデマンド[74]
  - J SPORTSの配信版。内容は衛星放送と同じ。
- Red Bull TV[77]
  - 各日22時よりハイライト番組を無料配信（英語音声）。
- トヨタイムズ[78]
  - Youtube公式チャンネル「トヨタイムズ放送部」にて、毎日19時よりサービスパークから競技結果を生中継する。

### ライブビューイング
- フォーラムエイト・ラリージャパン2022 ライブ・ビューイング[79]
  - 北海道、東京都、神奈川県、大阪府、福岡県の5都市の映画館でライブ・ビューイングを開催。中継映像はJ SPORTSが提供する。
    - DAY1 11月10日（木曜） 16時20分開演（セレモニアルスタート、SS1鞍ヶ池）
    - DAY2 11月11日（金曜） 13時開演（SS5伊勢神2、SS6稲武2、SS7設楽2）
    - DAY3 11月12日（土曜） 13時30分開演（SS12三河湖2、SS13岡崎市1、SS14岡崎市2）
    - DAY4 11月13日（日曜） 13時30分開演（SS19旭高原2パワーステージ）

### パブリックビューイング
いずれもチケット不要・観覧無料。
- 愛知県
  - 名古屋市中区 久屋大通公園 / 中部電力 MIRAI TOWERイベント広場（11月12日 11時-18時・13日 10時-17時）[80]
  - 豊田市 スカイホール豊田（11月12日・13日 9時30分-18時）[81]
  - 豊田市 道の駅どんぐりの里いなぶ（11月11日 9時-17時）[81]
  - 岡崎市 籠田公園 / 桜城橋（11月12日・13日）[82]
- 岐阜県
  - 岐阜市 カラフルタウン岐阜1階 カラフルパーク（11月11日・12日・13日）[83]
  - 恵那市 岩村本通り（11月13日 7時30分-15時）[32]
  - 恵那市 大正村広場（11月13日 9時-15時）[32]
  - 恵那市 東野小学校体育館（11月13日 10時-15時）[32]
- 東京都渋谷区 ライフガードスクエア-超生命体広場-（11月12日・13日 11時-18時）[84]